# Holobus claviger
Holobus claviger är en skalbaggsart som beskrevs av Thomas Casey 1893. Holobus claviger ingår i släktet Holobus och familjen kortvingar. Inga underarter finns listade i Catalogue of Life.